# Chromis limbaughi
Chromis limbaughi är en fiskart som beskrevs av Greenfield och Woods, 1980. Chromis limbaughi ingår i släktet Chromis och familjen Pomacentridae. IUCN kategoriserar arten globalt som livskraftig. Inga underarter finns listade i Catalogue of Life.